# 総合特別区域法
総合特別区域法（そうごうとくべつくいきほう、平成23年6月29日法律第81号）は、総合特別区域の設定を通じ、産業の国際競争力の強化および地域の活性化に関する施策の総合的かつ集中的な推進を図るため、総合特別区域基本方針の策定、総合特別区域計画の認定、当該認定を受けた総合特別区域計画に基づく事業に対する特別の措置、総合特別区域推進本部の設置等に関する日本の法律である。
2011年（平成23年）6月29日に公布された。東日本大震災直後に成立した同法には、法の下の平等という点で問題が指摘されていた財政措置が盛り込まれた。地方税である法人事業税や固定資産税の全額減免等が、地方税法で定められた議会の議決なしに決められている。これを見ても、同法の関心は震災の復興よりも国際競争力と地域活性化にあると分かる。
総合特別区域は、3章の国際戦略総合特別区域と4章の地域活性化総合特別区域に分けて規定されている。それぞれの区域で行える事業は、2条で制限列挙されている。